# Stanisław Ruciński
Stanisław Ruciński (ur. 19 lipca 1931 w Golinie, zm. 23 marca 2014 w Warszawie) − polski pedagog, doktor habilitowany nauk humanistycznych w zakresie pedagogiki o specjalności pedagogika, teoretyk wychowania, fenomenolog-personalista, profesor Uniwersytetu Warszawskiego, Wyższej Szkoły Pedagogicznej Towarzystwa Wiedzy Powszechnej, Salezjańskiego Instytutu Wychowania Chrześcijańskiego, Wyższej Szkoły Nauk Społecznych − Pedagogium w Warszawie, członek Polskiego Towarzystwa Pedagogicznego, członek Zespołu Pedagogiki Chrześcijańskiej KNP PAN.

## Życiorys
W czasie II wojny światowej uczył się w ramach tajnego nauczania. Egzamin maturalny uzyskał kończąc klasę humanistyczną Liceum im. Karola Marcinkowskiego w Poznaniu w maju 1950 roku. W 1950 roku podjął studia pierwszego stopnia w zakresie nauk społecznych na Wydziale Filozoficzno-Społecznym Uniwersytetu Jagiellońskiego w Krakowie, które ukończył w roku 1953. Mimo uzyskanych bardzo dobrych wyników, a także poparcia ze strony prof. Stefana Szumana nie został zakwalifikowany (przez wszechwładne wówczas organizacje polityczne) na studia drugiego stopnia. Został skierowany do pracy w Państwowym Domu Dziecka w Skorogoszczy, gdzie na stanowisku wychowawcy pozostał do 1956 roku (podjął tam eksperyment polegający na przekazaniu samorządowi dziecięcemu autentycznej władzy w zakresie niektórych dziedzin życia domu). Po trzyletniej pracy wychowawczej studiował pedagogikę na Wydziale Psychologii i Pedagogiki Uniwersytetu Warszawskiego, którą ukończył napisawszy rozprawę magisterską w zakresie psychologii rozwojowej pod kierunkiem Marii Żebrowskiej. Po uzyskaniu magisterium z pedagogiki w roku 1958 powrócił do pracy wychowawczej, ucząc przez trzy lata matematyki i fizyki w szkole podstawowej w Konstancinie (przeprowadził tam eksperyment dotyczący zmiany sytuacji moralno-społecznej uczniów na lekcjach matematyki) oraz propedeutyki filozofii w Liceum w Skolimowie. W 1961 roku podjął studia doktoranckie w Polskiej Akademii Nauk, które zwieńczył napisaniem w roku 1965 dysertacji doktorskiej na temat sporu wokół etyki tomistycznej: „Przeciwstawienie etyki społecznych przeobrażeń i etyki doskonałości wewnętrznej” pod kierunkiem Bogdana Suchodolskiego. Od roku 1966 pracował w Katedrze Pedagogiki Ogólnej na Wydziale Pedagogicznym Uniwersytetu Warszawskiego, z którym był związany do 1996 roku. Habilitacja na Wydziale Pedagogicznym Uniwersytetu Warszawskiego z pedagogiki ogólnej w 1983 roku na podstawie rozprawy „Wychowanie jako wprowadzenie w życie wartościowe” (wyd. I. 1981, wyd. II. zmienione 1988) − zatwierdzona została przez Centralną Komisję Kwalifikacyjną w roku 1992. Po przejściu na emeryturę od 1996 roku pracował jako profesor w Wyższej Szkole Pedagogicznej Towarzystwa Wiedzy Powszechnej (1996–2005) oraz na stanowisku wykładowcy w Salezjańskim Instytucie Wychowania Chrześcijańskiego.

## Wybrane publikacje
- O potrzebie postawy refleksyjnej, „Studia Pedagogiczne”, 30, 1974, s. 221–235.
- Rozważania o przedmiocie i granicach futurologii, „Polska 2000 Plus”, 5, 1972, s. 11–21.
- Tomistyczna koncepcja człowieka jako wyraz katolickiego obiektywizmu a wychowanie, „Studia Pedagogiczne”, 21, 1971, s. 23–68.
- Wychowanie jako wprowadzenie w życie wartościowe (Warszawa: Wydawnictwo Uniwersytetu Warszawskiego, 1988).
- Bogdana Nawroczyńskiego wiedza o życiu duchowym człowieka (Warszawa: Wydawnictwo Żak, 1996). W: Bogdan Nawroczyński: uczony-humanista-wychowawca, s. 49–56.